# سی‌اف‌بی کولد لیک
سی‌اف‌بی کولد لیک (به انگلیسی: CFB Cold Lake) (به زبان بومی: Cold Lake/Group Captain R.W. McNair Airport) یک فرودگاه نیروهای مسلح کانادا با کد یاتا YOD است که یک باند فرود آسفالت دارد و طول باند آن ۲۵۲۱ متر است. این فرودگاه در شهر کلد لیک کشور کانادا قرار دارد و در ارتفاع ۵۴۱ متری از سطح دریا واقع شده‌است.